# Drosophila fuscoamoeba
Drosophila fuscoamoeba är en tvåvingeart som beskrevs av William Alanson Bryan 1934. Drosophila fuscoamoeba ingår i släktet Drosophila och familjen daggflugor.
Artens utbredningsområde är Hawaii.